# Teatro romano di Clunia Sulpicia

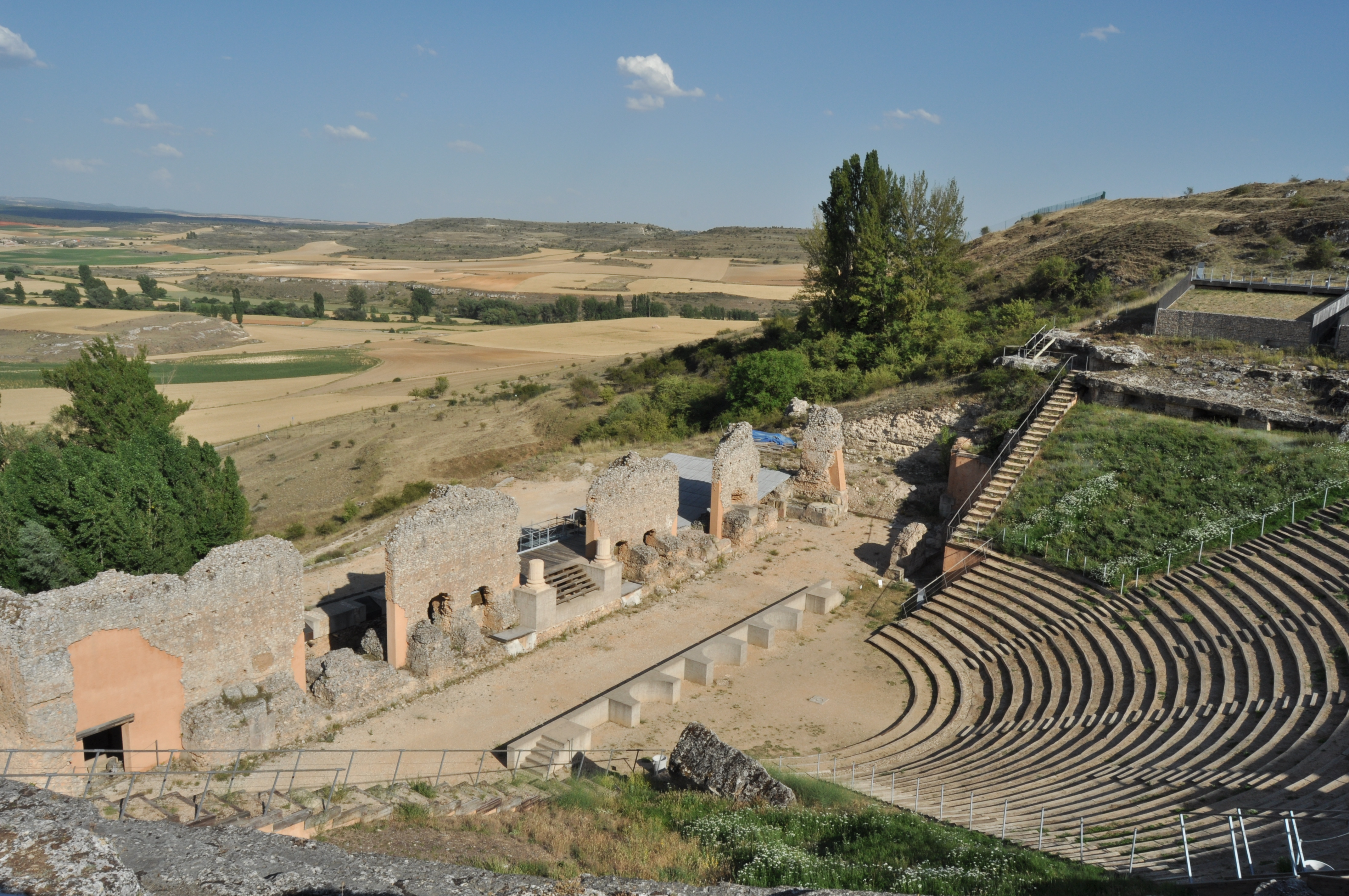
Veduta parziale del teatro

Il teatro romano di Clunia Sulpicia è un teatro romano situato nel sito archeologico dell'antica città di Clunia Sulpicia, nell'attuale provincia di Burgos, nel nord della Spagna. Costruito su una collina chiamata Alto de Castro (ad un'altezza di 1000 mslm), si trova tra i villaggi moderni di Coruña del Conde e Peñalba de Castro, nel sud della provincia di Burgos.

## Storia
L'edificio fu costruito sotto il regno dell'imperatore Tiberio per monumentalizzare la città più importante, insieme all'Asturica Augusta, del bacino del Douro. La città era nella provincia dell'Hispania Citerior Tarraconensis
Il teatro è la struttura più significativa che sopravvive a Clunia. Scolpito nella roccia, aveva una capacità di 10.000 spettatori, il che lo ha reso uno dei più grandi del suo tempo in Hispania. Era destinato a ospitare spettacoli di opere teatrali del periodo classico.